# Sielce Prawe
Sielce Prawe est une localité polonaise de la gmina de Maków, située dans le powiat de Skierniewice en voïvodie de Łódź.